# Palazzo Koch
Palazzo Koch è un palazzo in stile neorinascimentale e barocco, che si trova a Roma, in Via Nazionale 91, ed è la sede centrale della Banca d'Italia. Venne costruito alla fine del XIX secolo.

## Storia
Palazzo Koch prende il nome dall'architetto che lo ha progettato, ovvero Gaetano Koch, uno degli architetti italiani più rinomati della seconda metà dell’Ottocento, il cui progetto fu preferito dopo molte polemiche a quello di Pio Piacentini. La costruzione del palazzo iniziò nel 1888 e fu completata nel 1892, in un periodo di grande fermento architettonico per Roma, che era diventata la capitale del Regno d’Italia nel 1870. Koch fu incaricato di creare una sede degna della Banca d’Italia, istituita nel 1893. Il palazzo fu concepito per rappresentare la solidità e la grandezza dell’istituzione bancaria, riflettendo al contempo lo stile eclettico dell’epoca, che univa elementi neorinascimentali e barocchi. La scelta di Via Nazionale, una delle strade più importanti e moderne della Roma post-unitaria, sottolineava il prestigio dell’edificio. Durante gli scavi delle fondamenta dell’edificio tornarono alla luce resti di abitazioni e un santuario di età domizianea dedicato a Silvano, dio delle selve e delle campagne. Venne inoltre ritrovata una statua dell'epoca dell'imperatore Adriano, che raffigura Antinoo ed è collocata nel secondo cortile, che ne prende il nome.

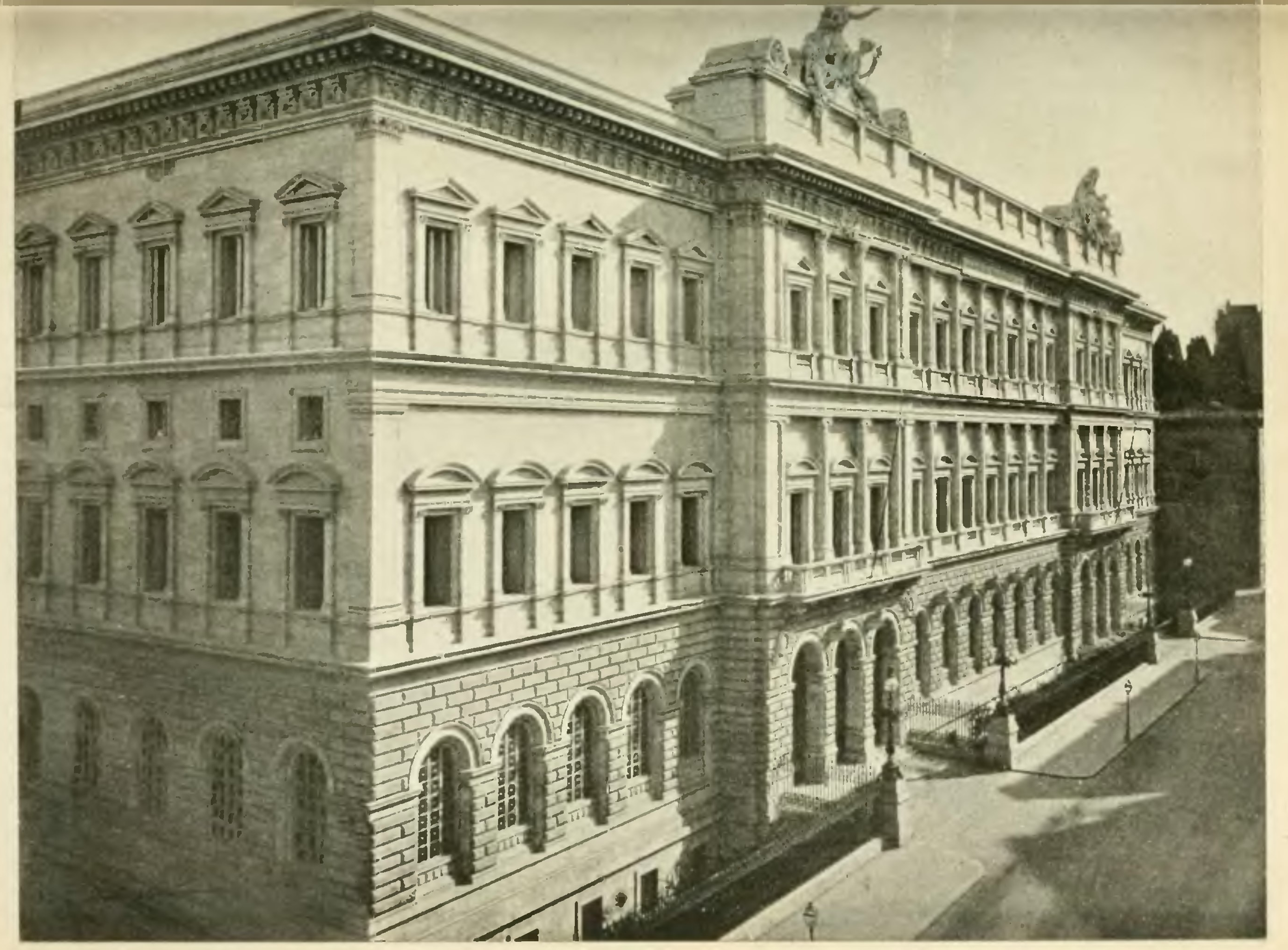
Veduta storica di Palazzo Koch.

La facciata principale, dalle linee semplici e solenni, è a tre ordini e interamente costruita in travertino. Nell’ampio corpo centrale erano collocati in origine due grandi gruppi scultorei in seguito rimossi. Il palazzo era protetto da cancellate in ferro che furono rimosse da Mussolini per destinare il ferro alla produzione di armi e infine ripristinate secondo il progetto originale alla fine degli anni 1960s. Palazzo Koch è un capolavoro di equilibrio e armonia architettonica; la facciata principale, imponente e maestosa, è caratterizzata da una simmetria perfetta e da un uso sapiente di elementi decorativi. Le finestre, disposte in modo regolare, sono incorniciate da decorazioni in stucco e sormontate da timpani triangolari e curvilinei. Al centro della facciata, un grande portale d’ingresso introduce alla maestosa scala interna, che conduce ai piani superiori. L’interno del palazzo è altrettanto spettacolare. Gli ambienti sono riccamente decorati con affreschi, stucchi dorati e marmi pregiati, che riflettono l’opulenza e il potere della Banca d’Italia. Tra le sale più celebri spicca il Salone delle Assemblee, un ambiente grandioso che ospita riunioni e cerimonie ufficiali. Qui, i soffitti affrescati e i lampadari monumentali creano un’atmosfera di grande eleganza e solennità.

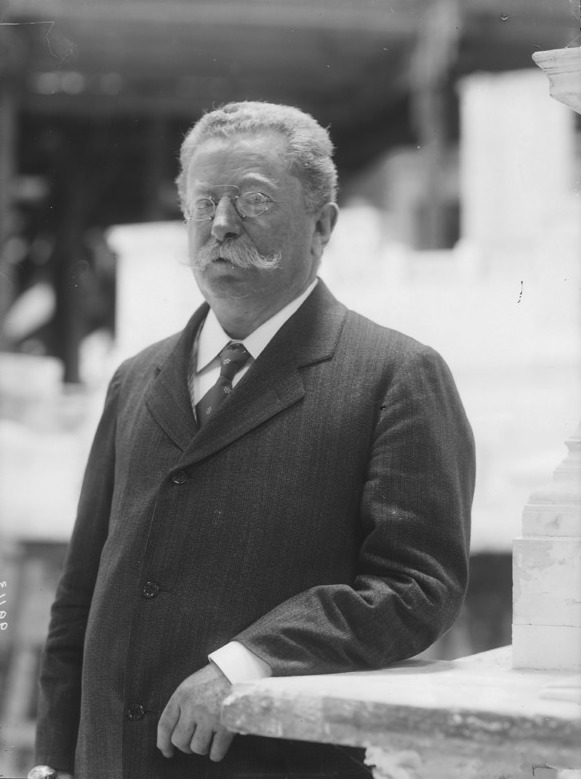
L'architetto Gaetano Koch.

Fin dalla sua apertura nel 1893, una serie di orologi costruiti dalla ditta Hausmann, che era attiva a Roma già dal 1794, decorava il giardino. Il palazzo è di grande interesse anche per le soluzioni tecniche e architettoniche adottate dal suo architetto, per esempio l’impianto di condizionamento, le installazioni elettriche e idrauliche all’avanguardia e, soprattutto, lo splendido scalone d’onore che conduce ai piani nobili, considerato il più imponente tra quelli dei palazzi romani moderni. Negli ambienti di rappresentanza sono esposte numerose opere d’arte ma degni di rilievo sono anche i marmi policromi, le tappezzerie in seta, i grandi lampadari di Murano, gli arredi. Dal 1993, il palazzo ospita anche un museo dedicato alla moneta, con una raccolta che copre un arco temporale di circa 5.000 anni, dalle tavolette cuneiforme di origine mesopotamica fino alle valute moderne. Tra le banconote si annovera il "disegno originale" della prima cartamoneta da 1000 lire emessa in Italia nel 1746,  donato dal numismatico Gerardo Vendemia al Museo nel febbraio 2025 . Tale disegno, utilizzato per creare le lastre calcografiche di stampa, rappresenta l'incipit del più vasto percorso museale dedicato alla cartamoneta italiana, dagli antichi stati alle euro banconote. Nel 2019 è stata aperta la Sala espositiva di Arte Orientale, con opere di grande valore provenienti da Cambogia, Cina, Tibet, India e Persia .